# 红花除虫菊
红花除虫菊（学名：Tanacetum coccineum）为菊科菊蒿属的植物。分布于高加索以及中国大陆的中国等地，目前已由人工引种栽培。

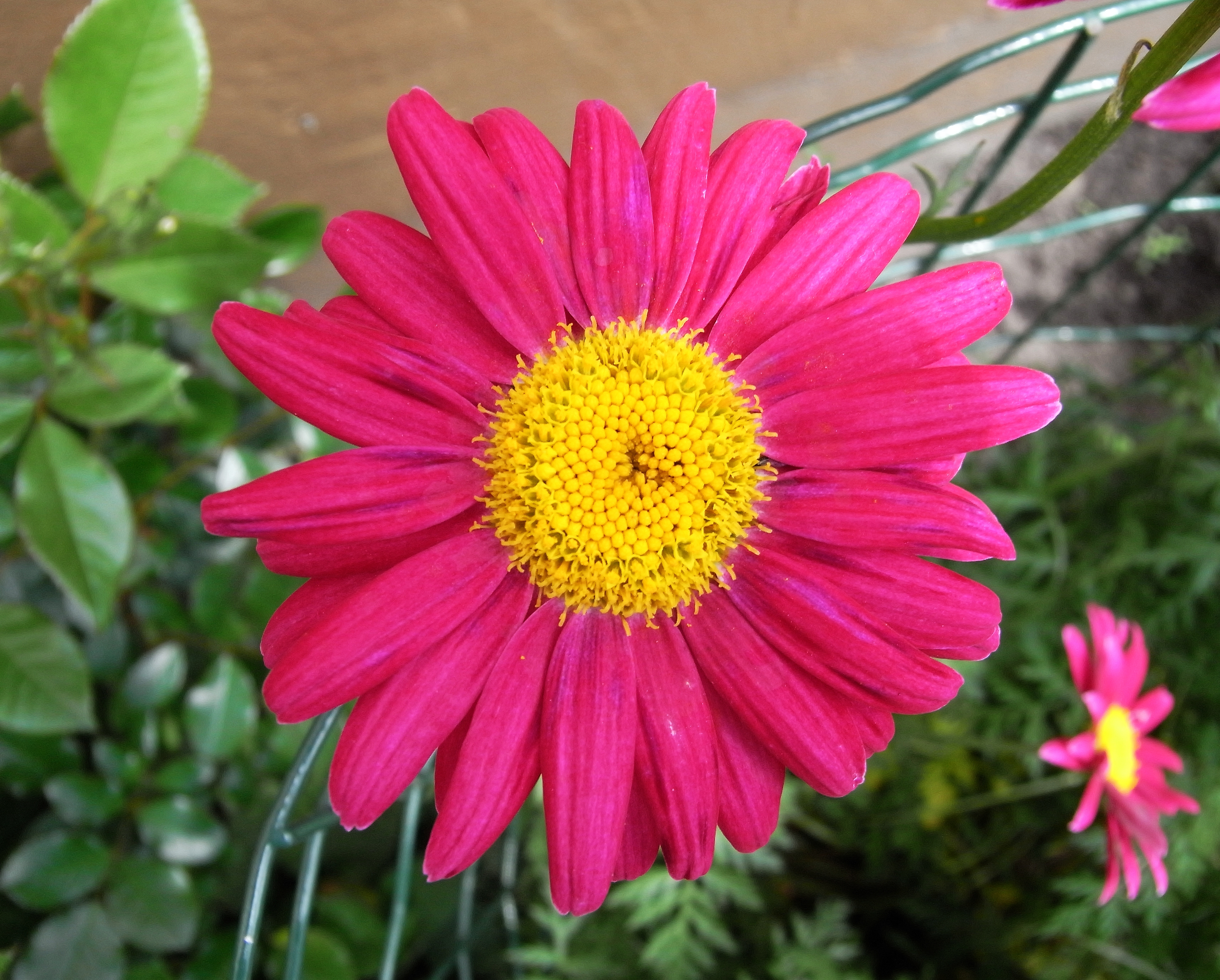
花